# Льєж (аеропорт)
Аеропорт Льєж ((IATA: LGG, ICAO: EBLG), фр. Aéroport de Liège) — міжнародний аеропорт, розташований за 9,3 км W від міста Льєж, Валлонія (південна Бельгія), переважно використовується як повітряна вантажна гавань. Наприкінці 2015 року він був 8-м за вантажообігом аеропортом у Європі та 22-м у світі.
Аеропорт є хабом для:
- ASL Airlines Belgium
- CAL Cargo Air Lines
- Ethiopian Airlines
- Qatar Airways Cargo

## Авіалінії та напрямки

### Пасажирські
| Авіакомпанія    | Пункт призначення |
| --------------- | --- |
| TUI fly Belgium | Аліканте, Касабланка, Гран-Канарія , Кайсері, Малага, Танжер, Тенерифе-Південний Сезонний: Джерба, Енфіда, Іракліон, Кос, Пальма-де-Мальорка, Родос, Тетуан |

### Вантажні
| Авіакомпанія             | Пункт призначення |
| ------------------------ | --- |
| AirBridgeCargo Airlines  | Лондон-Хітроу, Москва-Шереметьєво |
| Air China Cargo          | Шанхай-Пудун |
| ASL Airlines Belgium     | Афіни, Барселона, Базель-Мюлуз-Фрайбург, Белфаст, Берлін-Шенефельд, Біллунн, Болонья, Брно, Бухарест, Будапешт, Катанія, Дубай, Дублін, Східний Мідландс, Единбург, Ерфурт-Веймар, Франкфурт, Гданськ, Женева, Гетеборг, Грінвілл-Спартанбург, Ганновер, Гонконг, Стамбул-Сабіха Гекчен, Катовиці, Рейк'явік, Київ-Бориспіль, Ларнака, Лісабон, Любляна, Лондон-Станстед, Ліон, Мадрид, Мальме, Мальта, Марсель, Мілан-Лінате, Москва-Шереметьєво, Мюнхен, New York–JFK, Нюрнберг, Еребру, Осло-Гардермуен, Париж-Шарль де Голль, Порту, Прага, Ренн, Рим-Ф'юмічіно, Севілья, Шанхай-Пудун, Шеньчжень, Сингапур, Софія, Таллінн, Танжер, Тель-Авів-Бен-Гуріон, Тімішоара, Тулуза, Турку, Стокгольм-Арланда, Валенсія, Венеція, Відень, Віторія, Варшава-Шопен, Сарагоса |
| Astral Aviation          | Найробі |
| CAL Cargo Air Lines      | Ларнака, Мехіко-Сіті, New York–JFK, Тель-Авів-Бен-Гуріон, Атланта, Осло-Гардермуен |
| El Al Cargo              | New York–JFK, Тель-Авів-Бен-Гуріон |
| Emirates SkyCargo        | Дубай-Аль-Мактум, New York–JFK |
| Ethiopian Airlines Cargo | Аккра, Аддис-Абеба, Бейрут, Каїр, Маямі, Стамбул-Сабіха Гекчен, Хартум, Лагос, Нанкін, Йоганнесбург–О.Р. Тамбо, Пуент-Нуар |
| FedEx Express            | Базель-Мюлуз-Фрайбург, Східний Мідландс, Лондон-Станстед, Мемфіс, Шанхай-Пудун |
| Icelandair Cargo         | Рейк'явік |
| Qatar Airways Cargo      | Макао, Токіо-Наріта, Атланта, Чикаго-О'Хара, Доха, Х'юстон, Лос-Анджелес, Мехіко-Сіті, Найробі, Осло-Гардермуен |
| Western Global Airlines  | Абуджа, Лагос, Ніамей, Пуент-Нуар |